# Mistrzostwa Świata w Strzelaniu do Ruchomej Tarczy 1969
Mistrzostwa Świata w Strzelaniu do Ruchomej Tarczy 1969 – pierwsze mistrzostwa świata w strzelaniu wyłącznie do ruchomych tarcz, które rozegrano w szwedzkim miasteczku Sandviken. 
Przeprowadzono wówczas tylko dwie konkurencje dla mężczyzn. W klasyfikacji medalowej zwyciężyli reprezentanci Związku Radzieckiego.

## Klasyfikacja medalowa
Gospodarze mistrzostw
| Pozycja | Kraj              | Złoto | Srebro | Brąz | Łącznie |
| ------- | ----------------- | ----- | ------ | ---- | ------- |
| 1       | ZSRR              | 1     | 1      | 0    | 2       |
| 2       | Szwecja           | 1     | 0      | 1    | 2       |
| 3       | Stany Zjednoczone | 0     | 1      | 1    | 2       |

## Wyniki
| Konkurencja | Złoto                                                                  | Wynik    | Srebro                                                                 | Wynik    | Brąz                                                              | Wynik    |
| Runda pojedyncza i podwójna do sylwetki jelenia, 100 m (Runda pojedyncza do sylwetki jelenia, 50 m)                   | Martin Nordfors                                                        | 252 pkt. | Walerij Postojanow                                                     | 251 pkt. | John Kingeter                                                     | 250 pkt. |
| Runda pojedyncza i podwójna do sylwetki jelenia, 100 m, drużynowo (Runda pojedyncza do sylwetki jelenia, 50 m, druż.) | ZSRR Andris Butsis Igor Nikitin Walerij Postojanow Walerij Staratielew | 654 pkt. | Stany Zjednoczone Loyd Crow John Kingeter Ted McMillion Edmund Moeller | 638 pkt. | Szwecja Göte Gaard Runar Jakobsson Stig Johansson Martin Nordfors | 632 pkt. |